# 241368 Hildjozsef
241368 Hildjozsef este o planetă minoră (asteroid) din centura de asteroizi. A fost descoperită pe 24 februarie 2008 la Piszkéstetői Obszervatórium⁠(d) de Krisztián Sárneczky⁠(d) și a fost numită după Hild József⁠(d). 
Obiectul prezintă o orbită caracterizată de o semiaxă mare de 2,7782413804083 UAi, o excentricitate de 0,073839435135825, o înclinație de 9,1686409489933 ° în raport cu ecliptica.